# سيدة الجنة (فلم)
سَيِّدة الجَنَّة (بالإنجليزية: The lady of heaven) هو فيلم دراما تاريخي بريطاني عن قصة حياة السيدة فاطمة الزهراء من ولادتها حتى استشهادها وفق المنظور الشيعي، من كتابة ياسر الحبيب، وكان يُسَمَّى سابقاً فيلم يوم العذاب (بالإنجليزية: The day of torture) تم تمويله من التبرُّعات المُستَمِرَّة على قناة فدك التي بدأت عام 2016 وانتهت عام 2020.
تدور قصة الفيلم في زمنين مختلفين هما الحاضر والماضي، حيث أنَّ طفلاً عراقيَّاً تُقتل أُمُّهُ المُسَمَّاة «فاطمة» من قِبَل التنظيم الإرهابي داعش أَمَامَ عَينَيه، فَيكفَلهُ شابٌّ مِن الحشد الشعبي ويأخذ به إلى بيتِهِ في بغداد، وهذا المُقَاتل المنتمي إلى الحشد الشعبي يسكن في بيت جدَّته لكونه فَقَد أبويه في تفجير إرهابي، فتبدأ الجدَّة بسؤال الطفل عن حياته وعن أُمِّه التي قُتِلَت فيقول لها أنَّ اسم أُمَّه فَاطِمة، فتقولُ لهُ: هل قصَّت لَك أُمُّك من قَبل قِصَّة سَيِّدة الجَنَّة؟ وتقصُّ لهُ قصِّة السَّيِّدَة الزَّهرَاء كنَوعٍ من ربط الماضي بالحاضر. لم يقم أي ممثل بتمثيل دور أيٍّ من الشخصيات المقدسة وإنما تم تركيب شخصياتهم عبر تقنيات سينمائية حديثة، لحرمة تمثيل الشخصيات المقدسة في الأفلام والمسلسلات عند غالبية المسلمين، ويظهر فيه وجه النبي محمد والإمام علي بن أبي طالب، أما السيدة فاطمة الزهراء فتظهر على شكل نور.

## الجدل
أثار فيلم سيدة الجنة الكثير من الجدل وحصل الإعلان الترويجي له على أكثر من مليونين مشاهدة في يوتيوب خلال أسابيع من نشره، وقام المسلمون الشيعة -خاصةً في العراق- بدعم هذا الفيلم وتوزيع ملصقاته على جدران العتبات المقدسة وغيرها من الأماكن ، وانتقده المسلمون السنة وأصدروا فتاوى بتحريم مشاهدته لأنّ فيه ما لا يتوافق مع اعتقاداتهم كحادثة كسر الضلع ممّا يمثل إساءة للديانة الإسلامية على حد زعمهم، كما طالبت سلطة الاتصالات الباكستانية بمنع نشر كل ما يتعَلَّق بهذا الفيلم من صور وفيديوهات في وسائل التواصل الاجتماعي بحجّة أنه يثير الفِتْنة، وحسب الموقع الأمريكي المتخصص في الأفلام Movie Insider يحتل هذا الفيلم المرتبة الأولى كأكثر فيلم تاريخي ودرامي منتشر في 2021.

قال ياسر الحبيب: 
إن الغربيين سيرون هذا الفيلم رسالة حب وسلام، رسالة كرامة إنسانية، رسالة مُثُل ونُبُل عليا، وسيكتشفون محمدا آخر غير الذي سمعوا عنه أو أفُهموا أنه هو، سيكتشفون الزهراء، سيكتشفون أمير المؤمنين (عليهم جميعا الصلاة والسلام). ودور هذا الفيلم هو الفرز ما بين الإسلام الحقيقي والإسلام المزيف.

### إثارة الفتنة
أصدر بعض الشيعة فتاوىً بتحريم مشاهدة الفيلم وترويجه وتمويله وأثّموا من يقوم بذلك لادّعائهم أنه يثير الفتنة بين المسلمين مثل ناصر مكارم الشيرازي وجعفر السبحاني ونوري الهمداني ولطف الله الصافي الكلبايكاني وقال محمد أصغري في حديث بثتهُ قناة العالم: «واعتبر مراجع التقليد تقديم اي مساعدة للحبيب على انتاج الفيلم حرام شرعا، وكل الذين يساهمون في إعداد ونشر هذا الفيلم أو مشاهدته يرتكبون كبائر الذنوب، داعين اتباع اهل البيت عليهم السلام، إلى الاعلان جهارا بأن من يبحث عن مثل هذه البرامج المثيرة للخلافات، ليس من مدرسة اهل البيت عليهم السلام ، فمثل هذه الاعمال لا تحقق إلا مطالب الأعداء، وهو بعيدة كل البعد عن العقل والتقوى».

## خطاب النصر
ألقى ياسر الحبيب بعد اكتمال إنتاج الفيلم خطاباً يفخر فيه باكتمال الإنتاج ويحثُّ الشيعة على دعم الفيلم وترويجه.

## الممثلين
دينيسي بلاك بدور بيبي
غابرييل كارتاد بدور ليث
لوكاس بوند بدور جمال
ألباني كوروتوا بدور فاطمة لانراوي (أم ليث)
أوسكار جارلاند بدور رائد عنصر من الحشد الشعبي
آزاد بوتلة بدور عنصر من تنظيم الدولة الإسلامية (داعش)
راي فيرون بدور أبو بكر الصديق
مارك أنتوني برايتون بدور عمر بن الخطاب
أندرو هريسون بدور قنفذ بن عمير
ماثيو برينر بدور مخيريق
لاشا كانكافا بدور أبو عبيدة بن الجراح
كريس جرمان بدور بلال بن رباح
ديمتري أندرياس بدور سلمان الفارسي
ديفيد كاتسارافا بدور أبو سفيان بن حرب
آنا ماتواشفيلي بدور هند بنت عتبة
ياسمين مونزا بدور فضة النوبية
سامي كريم بدور خالد بن الوليد
كريستوفر سويرف بدور حمزة بن عبد المطلب
فريد معمر فورتاس بدور العباس بن عبد المطلب
ليفان ساجيناشفيلي بدور طلحة بن أبي طلحة العبدري

كما تم رسم النبي محمد و الإمام علي بن أبي طالب و زوجته فاطمة الزهراء بتقنية صور منشأة بالحاسوب ، ورد مكتب الشيخ ياسر الحبيب على اعتراض البعض من عرض وجوه الشخصيات المقدسة في الفيلم : 
بسم الله الرحمن الرحيم
الحمد لله رب العالمين والصلاة والسلام على سيدنا محمد وآله الطيبين الطاهرين ولعنة الله على أعدائهم أجمعين
جواب المكتب:
السلام عليكم ورحمة الله وبركاته.
الضروري في هذا المشروع المبارك وأي مشروع شبيه هو الحفاظ على قدسية المعصومين (عليهم السلام) ولذلك تم اعتماد آليات تقنية وجرافيكية متعددة لتكوين وتركيب الوجوه الشريفة المتخيلة في مخيلة الطفل بهيئة تبدو حقيقية. وفي الفيلم يظهر الوجه المتخيل للنبي (صلى الله عليه وآله) وأيضا يظهر الوجه المتخيل للإمام علي (عليه السلام) فلا يوجد فرق بينهما. أما عدم تكوين أو إظهار أي وجه متخيل للسيدة (عليها السلام) فهذا لأن إظهار وجوه المؤمنات عموما يستلزم الهتك أو التنقيص، فكيف لو كانت سيدة نساء العالمين (صلوات الله وسلامه عليها)؟ لذلك تم اعتماد تقنيات جرافيكية من النور والإضاءة بحيث لا يظهر الوجه الشريف المتخيل.
وفقكم الله لمراضيه.

مكتب الشيخ الحبيب في أرض فدك الصغرى

## وقف العرض في بعض دور السينما في بريطانيا
أوقفت شركة (سيني وورلد) البريطانية لدور السينما عرض الفيلم الذي بدأ في صالاتها، في 3 حزيران/ يونيو، من أجل «ضمان سلامة» موظفيها وزائريها، إثر وقفات احتجاجية غاضبة خارج بعض دور السينما في المملكة المتحدة، اعتبرت الفيلم «مسيئا» لرموز دينية بعد احتجاجات عارمة اجتاحت المملكة المتحدة. تزامن ذلك مع توقيع أكثر من 120 ألف شخص على عريضة تطالب بوقف عرض الفيلم في دور السينما في بريطانيا.
.

## روابط خارجية
- مقالات تستعمل روابط فنية بلا صلة مع ويكي بيانات
- الإعلان الدعائي لسيدة الجنة
- سيدة الجنة الموقع الرسمي
- سيدة الجنة Movie insider
- سيدة الجنة Moviefone

### مقالات
سيدة الجنة digital journal
سيدة الجنة Film daily